# Batalla de Hobkirk's Hill
La batalla de Hobkirk's Hill (a veces denominada Segunda Batalla de Camden) fue una batalla de la Guerra de Independencia Americana que se libró el 25 de abril de 1781 cerca de Camden, Carolina del Sur. Una pequeña fuerza estadounidense bajo el mando de Nathanael Greene que ocupaba Hobkirk's Hill, al norte de Camden, fue atacada por tropas británicas dirigidas por Francis Rawdon. Después de un feroz enfrentamiento, Greene se retiró, dejando a la fuerza más pequeña de Rawdon en posesión de la colina. 
Aun así fue una derrota estratégica para Lord Rawdon a causa de la reciente pérdida de Fort Watson y porque el ejército de Greene continuaba intacto mientras que él había sufrido altas bajas, por lo que tuvo que retirarse de Camden.

## Antecedentes
Desde junio de 1780 hasta mayo de 1781, Camden fue una guarnición británica fortificada bajo el mando de Francis, Lord Rawdon. La ubicación estratégica de Camden permitió a los británicos controlar la ruta de transporte principal desde el interior de Carolina del Sur hasta las tierras bajas.
El 20 de abril de 1781, el ejército estadounidense bajo el mando del general Nathanael Greene marchó a Camden aprovechándose de la ausencia de Cornwallis en el sitio y del ataque de Francis Marion y de Henry Lee a Fort Watson y acampó en un área conocida como Hobkirk's Hill, a una milla y media al norte de la ciudad, algo que los británicos descubrieron. Tenía la esperanza de sacar y destruir al ejército británico con sus tropas, la mayoría de los cuales eran soldados regulares del Ejército. Sin embargo, el 21 de abril, Greene se enteró de que la fuerza de Watson regresaba a Camden. En respuesta, el general estadounidense separó su artillería y una parte de su infantería para cubrir el camino desde Charleston, por lo que tucvo que enfrentarse a él sin artillería.

## La batalla
Finalmente el 25 de abril, Lord Rawdon, sabiendo de la situación, salió de Camden con sus fuerzas y atacó a Greene y a sus tropas en Hobkirk's Hill. Estableció contacto con las tropas de Greene a las 11 de la mañana. Sin embargo Rawdon no previó que Greene reuniese otra vez a su ejército en su totalidad, cuando oyó que la información de la llegada de Watson era falsa. 
Greene, al percibir que Rawdon estaba atacando a lo largo de un frente estrecho, decidió atacar al enemigo en ambos flancos. Aunque Rawdon reconoció su error y ordenó a sus reservas que extendieran su línea a la derecha y a la izquierda, el ataque de Greene inicialmente salió según lo planeado. Los británicos estaban confundidos por la inesperada presencia de la artillería estadounidense y sufrieron grandes pérdidas. Sin embargo, en este punto, las tropas de Maryland en la parte izquierda vacilaron en el ataque y se retiraron. Este costoso error provocó que el pánico se extendiera por todo el ejército estadounidense, lo que provocó una retirada a gran escala.
Debido a la huida de la infantería de Greene, la caballería estadounidense al mando de William Washington no tuvo la oportunidad de interrumpir la retirada de Rawdon. Sin embargo, la caballería pudo escapar con aproximadamente 50 de los 200 prisioneros británicos capturados anteriormente en la batalla. Después de entregarlos a manos americanas, Washington también ayudó a proteger al ejército de la persecución del enemigo y después consiguió sacar a los británicos del campo de batalla y salvar con ello la artillería americana antes de irse.
Mientras tanto, Greene pudo así retirarse ordenadamente dos a tres millas antes de pararse.

## Consecuencias
A pesar de haber vencido, las tropas de Greene continuaban siendo una fuerza cohesiva y Lord Rawdon tuvo que retirarse a causa de la situación hacia Camden. Aunque Watson llegó el 7 de mayo a Camden, Lord Rawdon, recibiendo la mala noticia de la pérdida de Fort Watson, que le garantizaba los suministros, y además viendo el regreso de los estadounidenses hacia el lugar con refuerzos, él se vio obligado a retirarse de allí el 9 de mayo de 1781 por la mala situación estratégica, en la que ahora estaba.
Una vez que Camden cayó ante Greene, toda la línea de defensa británica exterior también empezó a caer. De esa manera se empezó una sistemática retirada de los ingleses del interior de Carolina del Sur hacia las ciudades de Savannah y Charleston.